# Regierung Godolphin–Marlborough

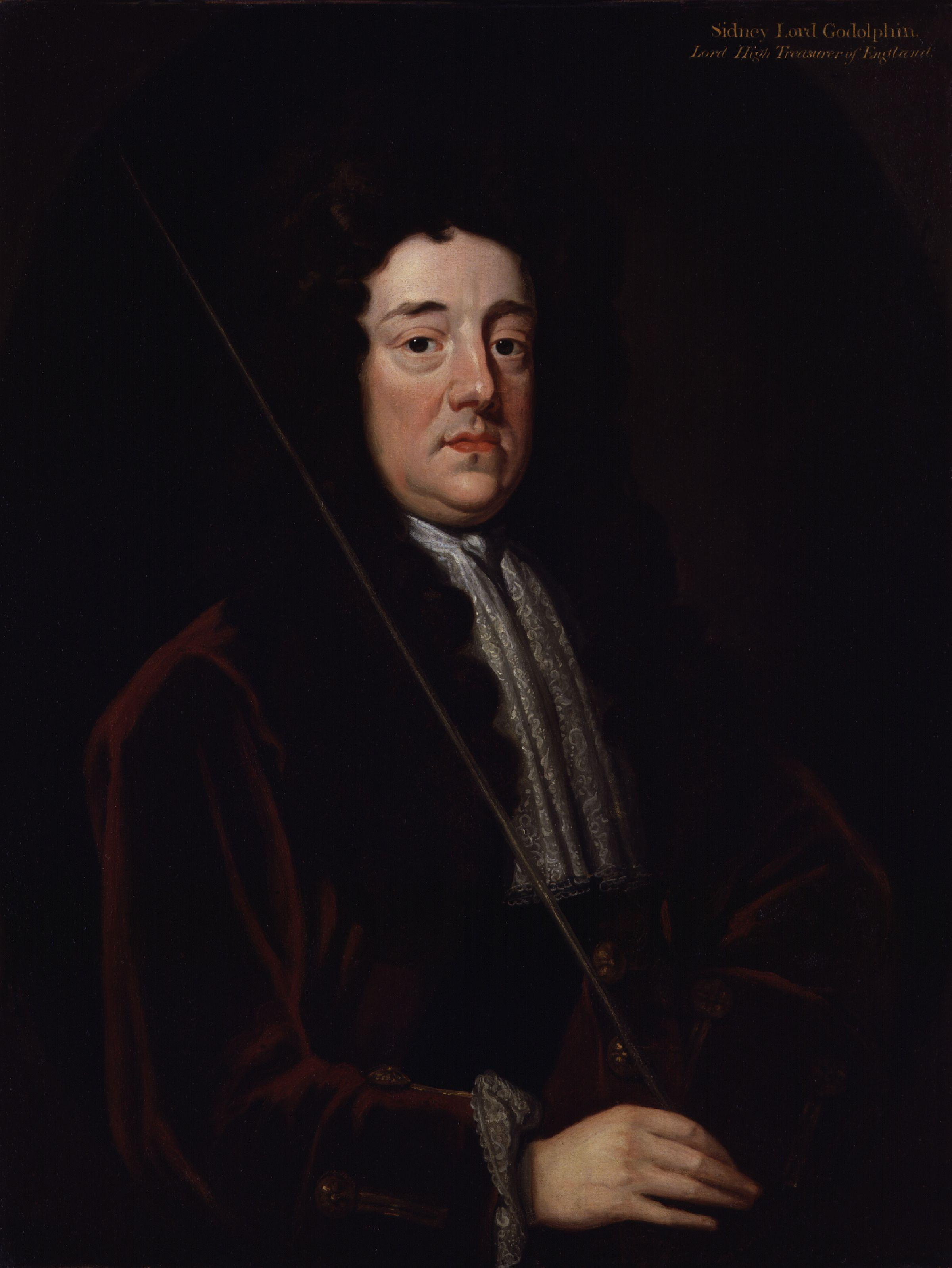
Lord High Treasurer Sidney Godolphin, 1. Earl of Godolphin…

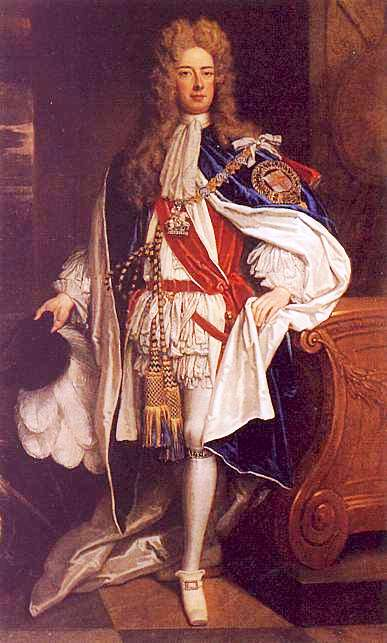
… Master General of the Ordnance John Churchill, 1. Duke of Marlborough waren die Führer und Namensgeber der ersten Regierung im Königreich Großbritannien.

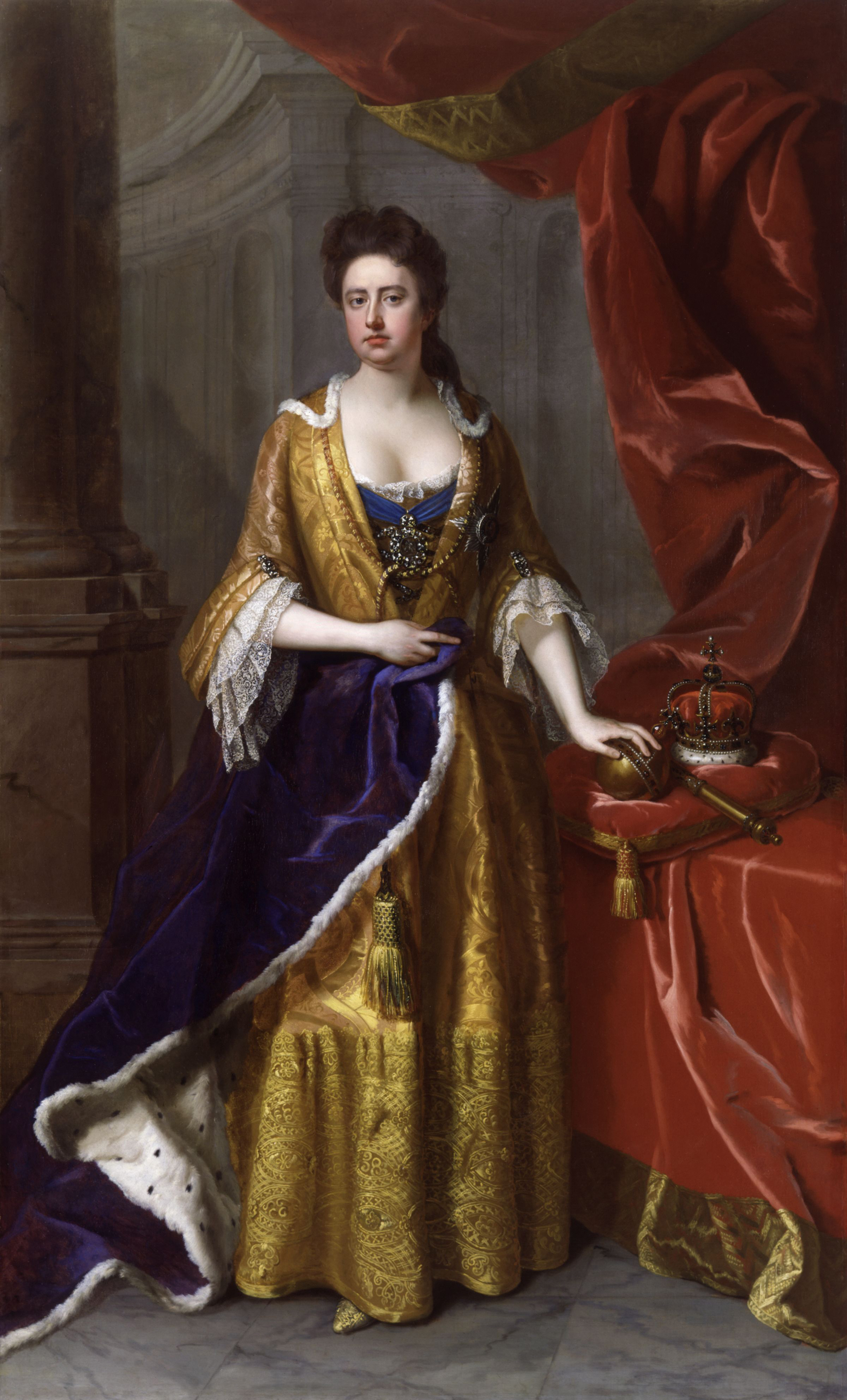
Königin Anne (Gemälde von Michael Dahl, 1705)

Die Regierung Godolphin–Marlborough war die Regierung im Königreich England in der Zeit vom 8. Mai 1702 bis zum 11. August 1710.
Nach dem Vereinigung des Königreichs England mit dem Königreich Schottland durch den Act of Union 1707 wurde sie am 1. Mai 1707 bis zum 11. August 1710 auch zur ersten Regierung im neu entstandenen Königreich Großbritannien. Zu dieser Zeit gab es noch nicht das Amt des Premierministers, welches sich erst später etablierte. Führer der Regierung und Namensgeber der Regierung waren daher der Lordoberschatzmeister (Lord High Treasurer) Sidney Godolphin, 1. Earl of Godolphin und der Generalfeldzeugmeister (Master General of the Ordnance) John Churchill, 1. Duke of Marlborough, der seit dem 24. März 1702 bereits Generalkapitän der britischen Streitkräfte war. Der Regierung gehörten sowohl Mitglieder der konservativen Tories als auch der liberalen Whigs an. Die Regierung wurde am 11. August 1710 durch die Regierung Harley abgelöst, eine von Robert Harley und Henry St. John gebildete Tory-Regierung.

## Regierungsjahre 1702 bis 1710

### Unterhauswahlen
Während der Amtszeit der Regierung Godolphin–Marlborough fanden mehrere Wahlen zum Unterhaus (House of Commons) statt. Bei den Unterhauswahlen zwischen Juli und August 1702 erhielten die Tories 298 der 513 Sitze, während die Whigs 184 Mandate erhielten. Weitere 31 Sitze fielen an andere Kandidaten. Bei den darauf folgenden Unterhauswahlen von Mai bis Juni 1705 gewannen die Tories unter John Churchill, 1. Duke of Marlborough, 260 Mandate und die Whigs unter einem Führungskollegium (Whig Junto) 233 Sitze, während andere Kandidaten 20 der 513 Sitze erhielt.
Bei den Unterhauswahlen, die zwischen dem 30. April und dem 7. Juli 1708 erlitten die Tories unter Sidney Godolphin, 1. Earl of Godolphin, eine Niederlage und erhielten nur noch 222 der nunmehr 558 Sitze im House of Commons, während Whigs unter John Somers, 1. Baron Somers mit 291 Mandaten stärkste Kraft wurde. Daneben erhielten 45 andere Kandidaten ein Sitz im Unterhaus.

### Thronbesteigung von Königin Anne,Act of Union 1707und Innenpolitik

Die Union Flag von 1707.

Der Act of Settlement vom 24. Juni 1701 regelte die protestantische Erbfolge des Hauses Stewart als Herrscher Englands, wodurch der Monarch Anglikaner sein musste. Wegen der Kinderlosigkeit des Königspaares Maria II. (1662–1694) und Wilhelm III. (1650–1702) wurde so das Haus Hannover erbberechtigt, dessen Kurfürstin Sophie von der Pfalz (1630–1714) eine Enkelin von Jakob I. (1566–1625) war. Nach dem Tode von König Wilhelm III. am 8. März 1702 kam es jedoch zur Thronbesteigung durch Königin Anne (1665–1714), eine Tochter von Jakob II. (1633–1701) und jüngere Schwester von Königin Maria II.
Dadurch wurde die vorgesehene protestantische Erbfolge durch das Haus Hannover zunächst aufgehoben. Da Königin Anne alle ihre Kinder verloren hatte, übernahm sie nur für eine Übergangszeit die Herrschaft. Da sie vonseiten ihres Mannes Georg von Dänemark, der 1708 verstarb, keine Unterstützung erwarten konnte, ließ sie sich während ihrer Regierungszeit von zwei Frauen beraten: von Sarah Churchill, der Ehefrau von und von Lady Abigail Hill, der späteren Ehefrau von Samuel Masham, 1. Baron Masham. Durch die Freundschaft Sarah Churchills mit der Königin gewann ihr Mann John Churchill, 1. Duke of Marlborough, großen Einfluss. Am 18. Mai 1704 wurde Robert Harley zuständiger Staatssekretär für Nordengland und Schottland sowie für die Beziehungen zu den protestantischen Staaten in Nordeuropa.
Im Zuge des Act of Union 1707 wurde Königin Anne und der damit verbundenen Realunion der Verbindung der Königreiche England und Schottland wurde Anne in Personalunion Königin von Schottland. Zugleich gab es nach der Auflösung des schottischen Parlaments das erste Parlament des Vereinigten Königreichs von Großbritannien. Durch den Act of Union kamen 45 schottische Abgeordnete in das Unterhaus (House of Commons), während 16 Adlige der Peerage of Scotland Mitglieder des Oberhauses (House of Lords) wurden. Allerdings blieb das schottische Rechtssystem eigenständig. Ferner wurde der Union Jack als Unionsflagge (Union Flag) als einzige Flagge für beide Landesteile angenommen. Ferner wurden die Gründungen der Church of England und der Church of Scotland bestätigt. Im Oktober 1707 trat das erste Parlament von Großbritannien zusammen. Am 13. Februar 1708 wurde Harley als Staatssekretär entlassen, während der Whig-Politiker Robert Walpole zum Staatssekretär für Krieg ernannt wurde.
Am 23. Februar 1708 landete der alte Thronprätendent (The Old Pretender) James Francis Edward Stuart, Sohn des abgesetzten Königs Jakob II. und Halbbruder von Königin Anne, in Firth of Forth, um diese abzusetzen. Allerdings kehrte er nach Dunkerque zurück, nachdem die Französische Flotte ihm die Unterstützung zur Erlangung des britischen Throns nach dessen Niederlage gegen britische Truppen am 23. März 1708 versagte. 1709 wurde das sogenannte Statute of Anne verabschiedet, das als Act for the Encouragement of Learning, by Vesting the Copies of Printed Books in the Authors or Purchasers of such Copies, during the Times therein mentioned, als das erste moderne Urheberschutzgesetz gilt und am 10. April 1710 in Kraft trat. Am 20. März 1710 begann der Prozess gegen den Prediger Henry Sacheverell für Predigten, die die glorreiche Revolution (Glorious Revolution) kritisierten und daher von der Whig-Regierung als subversiv angesehen wurden. Am 23. März 1710 wurde er für drei Jahre vom Predigen suspendiert.

### Der Spanische Erbfolgekrieg und Außenpolitik
Das Problem der spanischen Erbfolge und die Einsetzung von Philipp V., ein Enkel von Ludwig XIV., zum König von Spanien und damit die Befürchtung, Frankreich und Spanien könnten in einer Hand vereinigt werden, hatten am 9. Juli 1701 den Spanischen Erbfolgekrieg als großen europäischen Krieg ausgelöst. Am 27. Dezember 1703 wurde vom Gesandten in Portugal, John Methuen, der nach ihm benannte Methuenvertrag geschlossen, ein Handelsvertrag mit Portugal, der England den portugiesischen und brasilianischen Markt öffnete. Daraufhin importierte England mit einem zu einem Drittel geringeren Zoll Wein aus Portugal anstelle aus Frankreich, während Portugal alle Wollprodukte aus England importierte. Eine Flotte der Royal Navy nahm nach einer Belagerung vom 24. Juli bis 4. August 1704 Gibraltar ein, die spanische Festung zur Überwachung des Eingangs zum Mittelmeer, während eine weitere Flotte unter Admiral Charles Mordaunt nach einer Belagerung vom 4. bis 15. Oktober 1705 Barcelona eroberte. Eine spätere französische Belagerung Barcelonas vom 11. bis 22. Mai 1706 wurde durch britische Truppen niedergeschlagen. Im Juni 1706 marschierten schließlich britische und portugiesische Truppen in Madrid ein.
Nachdem der Herzog von Marlborough für Großbritannien, das zu den Konfliktparteien gegen Frankreich und Spanien zählte, anfangs noch glänzende Siege in der Schlacht bei Ramillies (23. Mai 1706) und der Schlacht bei Oudenaarde (11. Juli 1708) erringen konnte, die durch die fähige Finanzpolitik von Sidney Godolphin, 1. Earl of Godolphin, finanzierte wurden, verloren Großbritannien unter Marlborough in der Schlacht bei Malplaquet am 11. September 1709 trotz eines Pyrrhussieges der Alliierten 20.000 Mann, und aufgrund dieses teuer erkauften Sieges wurde Marlborough, der von den Tories als „The Butcher“ (‚Der Schlächter‘) bezeichnet wurde, zurückberufen. Seine Ehefrau Sarah Churchill wurde sehr bald darauf in der Gunst der Königin von der ränkesüchtigen Abigail Hill verdrängt. Von nun an stützte sich Königin Anne auf die königstreuen Tories und das kriegsmüde Volk. 1710 errangen die Tories, denen diese allgemeine Wahlmüdigkeit zugutekam, und die auf eine schnelle Beendigung der kontinentalen Kriegsführung im Spanischen Erbfolgekrieg drängen, schließlich einen Wahlsieg.
Am 29. September 1708 entstand zudem aus einem Zusammenschluss die Britische Ostindien-Kompanie (British East India Company), eine bis 1874 bestehende Kaufmannsgesellschaft für den Indienhandel, die nach dem Sieg über den Nawab von Bengalen in der Schlacht bei Plassey 1757 zum bestimmenden Machtfaktor in Indien aufstieg und die fast 200-jährige britische Kolonialherrschaft über das Land begründete.

## Mitglieder des Kabinetts
| Amt                                                                       | Amtsinhaber | Partei         | Beginn der Amtszeit                                     | Ende der Amtszeit                                                   |
| ------------------------------------------------------------------------- | --- | -------------- | ------------------------------------------------------- | ------------------------------------------------------------------- |
| Lord High Treasurer (Lordoberschatzmeister)                               | Sidney Godolphin, 1. Earl of Godolphin                                                                                            | Tory           | 8. Mai 1702                                             | 11. August 1710                                                     |
| Master General of the Ordnance (Generalfeldzeugmeister)                   | John Churchill, 1. Duke of Marlborough                                                                                            | Tory           | 1. Juli 1702                                            | 11. August 1710                                                     |
| Chancellor of the Exchequer (Schatzkanzler)                               | Henry Boyle John Smith | Whig           | 8. Mai 1702 22. April 1708                              | 22. April 1708 11. August 1710                                      |
| Lord President of the Council (Präsident des Geheimen Kronrates)          | Thomas Herbert, 8. Earl of Pembroke John Somers, 1. Baron Somers                                                                  |                | 9. Juli 1702 25. November 1708                          | 25. November 1708 11. August 1710                                   |
| Chancellor of the Duchy of Lancaster (Kanzler des Herzogtums Lancaster)   | Sir John Leveson-Gower James Stanley, 10. Earl of Derby                                                                           | Tory Whig      | 12. Mai 1702 10. Juni 1706                              | 10. Juni 1706 11. August 1710                                       |
| Secretary of State in Southern Department (Staatssekretär für den Süden)  | Daniel Finch, 2. Earl of Nottingham Sir Charles Hedges Charles Spencer, 3. Earl of Sunderland William Legge, 1. Earl of Dartmouth | Tory Whig Tory | 8. Mai 1702 18. Mai 1704 3. Dezember 1706 15. Juni 1710 | 22. April 1704 3. Dezember 1706 13. Juni 1710 11. August 1710       |
| Secretary of State in Northern Department (Staatssekretär für den Norden) | Sir Charles Hedges Robert Harley Henry Boyle                                                                                      | Tory Whig      | 8. Mai 1702 18. Mai 1704 13. Februar 1708               | 18. Mai 1704 13. Februar 1708 11. August 1710                       |
| Lord Privy Seal (Lordsiegelbewahrer)                                      | John Sheffield, 3. Earl of Sheffield John Holles, 1. Duke of Newcastle                                                            | Tory –         | 8. Mai 1702 21. März 1705                               | 21. März 1705 11. August 1710                                       |
| President of the Board of Trade (Präsident des Handelsamtes)              | Thomas Thynne, 1. Viscount Weymouth Thomas Grey, 2. Earl of Stamford                                                              | – Whig         | 8. Mai 1702 25. April 1707                              | 8. Januar 1707 11. August 1710                                      |
| First Lord of the Admiralty (Erster Lord der Admiralität)                 | Georg von Dänemark (de Facto) Königin Anne (de Facto) Thomas Herbert, 8. Earl of Pembroke Edward Russell, 1. Earl of Orford       |                | 20. Mai 1702 28. Oktober 1708 29. November 1708         | 28. Oktober 1708 29. November 1708 6. November 1709 11. August 1710 |
| Secretary of War (Staatssekretär für Krieg)                               | George Clarke Henry St. John Robert Walpole                                                                                       | Tory Whig      | 8. Mai 1702 20. April 1704 25. Februar 1708             | 20. April 1704 25. Februar 1708 11. August 1710                     |
| Treasurer of the Navy (Schatzmeister der Marine)                          | Sir Thomas Littleton Robert Walpole                                                                                               | – Whig         | 8. Mai 1702 21. Januar 1710                             | 31. Dezember 1709 11. August 1710                                   |
| Paymaster of the Forces at Home (Zahlmeister der Heimattruppen)           | John Grubham Howe | Tory           | 4. Januar 1703                                          | 11. August 1710                                                     |
| Paymaster of the Forces Abroad (Zahlmeister der Auslandstruppen)          | Charles Fox James Brydges | Tory –         | 23. Dezember 1702 10. Mai 1705                          | 10. Mai 1705 11. August 1710                                        |
| Lord High Chancellor (Lordkanzler)                                        | William Cowper | Whig           | 4. Mai 1707                                             | 11. August 1710                                                     |
| Secretary of State for Scotland (Schottland-Minister)                     | John Erskine, 22. Earl of Mar James Douglas, 2. Duke of Queensberry                                                               |                | 1. Mai 1707 3. Februar 1709                             | 3. Februar 1709 11. August 1710                                     |

## Hintergrundliteratur
- England im 18. Jahrhundert, in: Weltgeschichte in Bildern. Die innere Entwicklung der europäischen Staaten im 18. Jahrhundert, Gondrom Verlag, Bayreuth 1981, ISBN 3-8112-0242-1
- Chris Cook, John Stevenson: British Historical Facts 1688–1760, Macmillan 1988, S. 33–35
- Chambers Dictionary of World History, Chambers Harrap 2002, ISBN 0-550-13000-4
- Hywell Williams (Herausgeber): The Early Modern World 1450–1799, in: Cassell’s Chronology of World History. Dates, Events and Ideas that Made History, Weidenfeld & Nicolson, London 2005, ISBN 0-304-35730-8
- Der Große Ploetz. Die Enzyklopädie der Weltgeschichte, Verlag Vandenhoeck & Ruprecht, 35. Auflage, 2008, ISBN 978-3-525-32008-2